# Nadie nos mira
Nadie nos mira és una pel·lícula argentina de drama homosexual de 2017 coescrita i dirigida per Julia Solomonoff. La cinta és protagonitzada per Guillermo Pfening.

## Argument
Nico és un actor argentí que decideix provar sort a Nova York, però aviat descobreix que pel seu aspecte físic no encaixa, ja que és "massa caucàsic per semblar llatí" i té "un accent massa tancat per semblar nord-americà". Així que Nico acaba treballant com a cuidador de Theo, un bebè al que va a quedar unit de forma inesperada.

## Repartiment
- Michael Patrick Nicholson: Doctor.
- Guillermo Pfening: Nico Lencke.
- Pascal Ien-Pfister: Pascal.
- Nadja Settel: Aupair.
- Petra Costa: Petra.
- Paola Baldion: Viviana.
- Rafael Ferro: Martín.
- Katty Velasquez: Lena.
- Josefina Scaro: Nanny.
- Jamund Washington: Jamund.
- Kerri Sohn: Claire.
- Fernando Frias: Director.
- Paige Sciarrino: Bar Patron.
- Noelle Lake: Kaitlin.
- Tomike Ogugua: Cop.

## Crítica
- "Una pel·lícula senzilla, o, si es vol, enganyosament senzilla (...) Si 'Old Joy' segueix sent el millor film sobre la masculinitat (sigui el que sigui) fet per una dona, Nadie nos mira juga en aquesta mateixa lliga. (…) Puntuació: ★★★★ (sobre 5)"[3]
- "Una tercera pel·lícula acurada i perceptiva (...) Guillermo Pfening fa una actuació discreta i magistral que desplega subtilment la psicologia de com la immigració pot convertir vides en mentides."[4]
- "Solomonoff mereix reconeixement per la seva integració constant de temes homosexuals en les preocupacions més àmplies de la pel·lícula (...) 'Nobody’s Watching' és interessant de forma consistent"[5]

## Premis i nominacions

### Premis Còndor de Plata
Lliurats per l'Associació de Cronistes Cinematogràfics de l'Argentina en 2018.
| Any  | Categoria            | Candidat                                        | Resultat   |
| ---- | -------------------- | ----------------------------------------------- | ---------- |
| 2018 | Millor Pel·lícula    | Ningú ens mira                                  | Nominada   |
| 2018 | Millor Adreça        | Julia Solomonoff                                | Nominada   |
| 2018 | Millor Actor         | Guillermo Pfening                               | Nominada   |
| 2018 | Millor Guió Original | Christina LazaridiJulia Solomonoff              | Guanyadora |
| 2018 | Millor muntatge      | Karen SztanjbergAndrés TamborninoPablo Barbieri | Nominada   |
| 2018 | Millor Fotografia    | Lucio Bonelli                                   | Nominada   |